# 高倉洋彰
高倉 洋彰（たかくら ひろあき、1943年5月11日 - ）は、日本の考古学者。西南学院大学名誉教授。観世音寺住職。僧名・石田琳彰。

## 略歴
福岡県甘木市生まれ。九州大学大学院博士後期課程修了。
1975年（昭和50年）から埋蔵文化財研究会の世話人を務める。1987年（昭和62年）、九州歴史資料館技術主査を経て、1990年（平成2年）西南学院大学教授。また、雑誌『考古学ジャーナル』編集委員や、九州国立博物館の誘致を目的とする博物館等建設推進九州会議の機関誌『文明のクロスロード Museum　Kyusyu』の編集に携わり、1991年（平成3年）から編集委員長を務めた。西南学院大学博物館館長をつとめる。

## 年表
- 1974年4月 福岡県教育委員会文化課技師
- 1974年5月 九州歴史資料館調査課技師
- 1988年4月 同学芸二課技術主査
- 1990年3月 同退職
- 1990年4月 西南学院大学文学部教授
- 1995年7月 同大学国際文化学部長（ - 1999年6月）
- 2005年7月 同大学学務部長
- 2005年　観世音寺住職
- 2006年4月 同大学国際文化学部教授、博物館長
- 2014年5月 同大学名誉教授。日本考古学協会会長

## 主要著書
- 『日本金属器出現期の研究』（学生社、1990）
- 『金印国家群の時代』（青木書店、1995）
- 『大宰府と観世音寺』（海鳥社、1996）
- 『交流する弥生人』（吉川弘文館、2001）